# Plecanium
Plecanium es un género de foraminífero bentónico de la subfamilia Siphotextulariinae, de la familia Textulariidae, de la superfamilia Textularioidea, del suborden Textulariina y del orden Textulariida. Su especie tipo es Textilaria labiata. Su rango cronoestratigráfico abarca desde el Mioceno hasta la Plioceno.

## Clasificación
Plecanium incluye a las siguientes especies:
- Plecanium foedum †
- Plecanium irregulare †
- Plecanium labiata †
- Plecanium lanceolatum †
- Plecanium roscidum †
- Plecanium ruthenicum †
- Plecanium tuberiforme †

Otras especies consideradas en Plecanium son:
- Placanium lythostrotum, aceptado como Textularia lythostrota
- Plecanium concavum, aceptado como Siphotextularia concava